# Leaky Black
Rechon Malik "Leaky" Black (Concord, 14 de junho de 1999) é um jogador norte-americano de basquete profissional que atualmente joga no Charlotte Hornets da National Basketball Association (NBA) e no Greensboro Swarm da G-League.
Ele jogou basquete universitário pelo North Carolina Tar Heels.

## Carreira universitária
Black, criado em Concord, Carolina do Norte, comprometeu-se com o treinador Roy Williams e com a Universidade da Carolina do Norte quando ainda era um estudante do segundo ano do ensino médio. Após uma temporada de calouro abreviada devido a uma lesão no tornozelo, Black entrou na formação titular em sua segunda temporada pela universidade.
Em sua última temporada, Black se tornou um dos principais jogadores defensivos da ACC, sendo selecionado para a Equipe Defensiva da Conferência ao final da temporada regular. Black fez parte de uma formação titular em que cada jogador tinha uma média alta de minutos em quadra, levando a equipe, que era a oitava cabeça de chave, a uma inesperada vaga na Final Four do Torneio da NCAA de 2022. Na semifinal contra Duke, Black limitou o calouro de Duke, AJ Griffin, a 1–7 nos arremessos, com apenas 6 pontos, ajudando a garantir a vitória.

## Carreira profissional
Depois de não ser selecionado no draft da NBA de 2023, Black assinou um contrato de duas vias com o Charlotte Hornets em 19 de julho de 2023.

## Vida pessoal
Black tem sido aberto sobre suas lutas com a ansiedade e suas estratégias de enfrentamento que o ajudaram a controlá-la. Ele ganhou seu apelido, que vem de seu nome do meio "Malik", de sua avó.

## Estatísticas da carreira

### NBA

#### Temporada regular
| Ano     | Equipe    | PJ | PT | MPJ  | AP   | 3P   | LL   | RT  | AS | BR | TO | PPJ |
| ------- | --------- | -- | -- | ---- | ---- | ---- | ---- | --- | -- | -- | -- | --- |
| 2023–24 | Charlotte | 26 | 3  | 10.9 | .481 | .450 | .667 | 1.8 | .9 | .3 | .4 | 2.7 |

### Universitário
| Ano      | Equipe         | PJ  | PT  | MPJ  | AP   | 3P   | LL   | RT  | AS  | BR  | TO | PPJ |
| -------- | -------------- | --- | --- | ---- | ---- | ---- | ---- | --- | --- | --- | -- | --- |
| 2018–19  | North Carolina | 23  | 0   | 10.3 | .469 | .417 | .857 | 2.1 | 1.2 | .6  | .2 | 2.5 |
| 2019–20  | North Carolina | 32  | 31  | 29.7 | .359 | .254 | .696 | 5.0 | 2.6 | 1.3 | .8 | 6.5 |
| 2020–21  | North Carolina | 29  | 27  | 27.6 | .367 | .222 | .692 | 4.9 | 2.4 | 1.2 | .3 | 5.6 |
| 2021–22  | North Carolina | 38  | 38  | 29.7 | .466 | .333 | .868 | 4.3 | 2.7 | .9  | .7 | 4.9 |
| 2022–23  | North Carolina | 33  | 33  | 32.1 | .411 | .326 | .702 | 4.8 | 1.5 | 1.3 | .8 | 7.3 |
| Carreira | Carreira       | 155 | 129 | 25.8 | .414 | .310 | .763 | 4.2 | 2.0 | 1.0 | .5 | 5.3 |

## Links externos
- Biografia da Carolina do Norte